# Sandra Dirksen
Sandra Dirksen (* 28. Oktober 1984 in Deutschland) ist eine ehemalige deutsche Unihockeyspielerin.

## Karriere

### Verein
Sandra Dirksen wurde in einer Sportlerfamilie geboren und lehrte den Unihockeysport durch ihren Vater kennen, der die Sportart in einer Sportlehrer-Weiterbildung kennenlernte und nach Dessau brachte. Sie spielte danach zunächst bei der von ihrem Vater mitgegründeten SSV 98 Dessau mit, der bei den Damen in einer Spielgemeinschaft mit UHC Sparkasse Weißenfels zusammenspielte, ab der Saison 2002/03 auch in der neu gegründeten Bundesliga, wobei eine Reihe von Dessau gestellt wurde. Da die Spielgemeinschaft nach dieser Saison aufgelöst wurde, wechselte Dirksen zum amtierenden deutschen Meister Sagha Team Halle, mit denen sie 2004 Deutscher Meister wurde. Mit Halle konnte sie am in diesem Jahr stattfindenden Unihockey-Europacup 2003 teilnehmen, in dessen Folge sie im Winter 2003/04 ein Angebot der Kloten-Bülach Jets aus der höchsten Schweizer Liga erhielt, wohin sie dann nach Saisonende zusammen mit Katja Timmel wechselte.
In der Schweiz spielte sie zunächst drei Saisons für die Kloten-Bülach Jets. Nachdem sich diese in Folge des Abstiegs ihr Damenteam aufgelöst hatte, wechselte sie zusammen mit ihrer deutschen Teamgefährtin Katja Timmel 2007 zum Schweizer Rekordmeister Red Ants Rychenberg Winterthur. 2010 gewann sie zusammen mit Winterthur Bronze am Champions Cup und holte sich den Schweizer Cup. Nachdem sie in der Folgesaison mit den Red Ants das Double (Schweizer Meister und Cupsieger) geholt hat und zudem als Topscorer in der Qualifikation die Nationalmannschaft an die Weltmeisterschaften geführt hatte, wurde sie vom deutschen Floorballmagazin zur «Floorballerin der Saison» gewählt. Mit dem Pokalsieg 2012 konnte sich Dirksen zum dritten Mal in Folge als Schweizer Cupsiegerin feiern lassen. Eine Saison später gab Dirksen ihren Rücktritt bekannt.

### Nationalmannschaft
Sandra Dirksen war eine der wichtigsten Teamstützen und Captain der deutschen Nationalmannschaft und bestritt mit ihr insgesamt fünf Weltmeisterschaften, die erste davon 2003 in der Schweiz, bevor sie 2012 ein Jahr vor ihrem Karriereende ihren Rücktritt bekanntgab.